# Дужичаста пастрмка
Дужичаста или калифорнијска пастрмка (лат. Parasalmo gairdneri) миграторна је слатководна риба која живи у бистрим, чистим водама, притокама Пацифика у Северној Америци и Азији. Припада фамилији Salmonidae.
- Латински назив: Oncorhynchus mykiss
- Локални називи: дужичаста пастрмка, калифорнијска пастрмка
- Макс. дужина: од 25 до 60 cm
- Макс. маса: 15,8 kg
- Време мреста: почиње у рано пролеће а завршава се у мају

Подврсте дужичасте пастрмке O. m. irideus и O. m. gairdneri су анадромичне врсте рибе — живе у мору, а након две до три године прелазе у слатку воду ради мрешћења.
Одрасла јединка која настањује слатке воде у просеку је тешка 0,5 до 2,3 килограма, док анадромичне и језерске јединке могу да буду тешке и до 9 килограма. Боја тела варира у зависности од подврсте, облика и станишта. Одрасле јединке се могу разликовати од припадника других врста по карактеристичној широкој и дугој црвенкастој пруги која се протеже дуж бочне линије, од шкрга до репа, а која је живље обојена код мужјака током сезоне размножавања.
Бројне подврсте ове пастрмке интродуковане су у преко 45 земаља широм света ради узгоја за храну и спортски риболов. Уношење ове врсте ван њеног природног и нативног ареала у Сједињеним Државама, јужној Европи, Аустралији, Новом Зеланду и Јужној Америци проузроковало је велику штету по локалне врсте риба, тако да се у тим подручјима сматра инвазивном врстом. Интродуковане врсте престављају претњу по локалне тако што се хране њима, узимају им храну, преносе различите болести или се хибридизују са сродним врстама и на тај начин смањују генетску чистоћу локалних врста. Дужичаста пастрмка се налази на листи 100 највећих глобалних инвазивних врста. Упркос томе, дужичаста пастрмка је уношена и у водена станишта са веома мало или без икакве рибе како би се развио спортски риболов, као што је то урађено у Великим језерима и у реци Фајерхол у Вајомингу.
Неке локалне популације и подврсте налазе се на списку угрожених или скоро угрожених врста. Подврста O. m. irideus је национална риба државе Вашингтон.

## Таксономија
Научно име ове пастрмке је Oncorhynchus mykiss. Врсту је оригинално именовао немачки натуралиста Јохан Јулијус Валбаум 1792. године на основу узорака типа са полуострва Камчатка у Сибиру. Првобитно име врсте mykiss, настало је од локалног имена које се на Камчатки користило за ову рибу, mykizha. Назив рода је од грчког onkos ("кука") и rynchos ("нос"), што се повезује са кукастим вилицама мужјака у сезони парења
Сер Џон Ричардсон, шкотски природњак, именовао је специмен ове врсте као Salmo gairdneri 1836. године у част Мередит Гајрднер, хирурга компаније у Хадсоновом заливу у Форт Ванкуверу на реци Колумбија, која је Ричардсону набавила примерке. Године 1855. Вилијамс П. Гибонс, геолог и минералог на Калифорнијској академији наука, пронашао је популацију и назвао је Salmo iridia (латински: дуга), што је касније исправљено у Salmo irideus. Та имена постала су неважећа након што је утврђено да је Валбаумов опис типских специмена био конспецифијски и да је стога имао предност. Морфолошке и генетичке студије су 1989. године показале да је пастрмка у Тихом океану генетски ближа пацифичком лососу (врсте из рода Oncorhynchus) него поточној пастрмки (Salmo trutta) или атлантском лососу (Salmo salar) из Атлантског басена. Тако су 1989. године таксономисти преселили дужичасту, црвенобрану и остале пацифичке пастрмке у род Oncorhynchus. Валбаумово име је имало предност, па је име врсте Oncorhynchus mykiss постало научно име дужичасте пастрмке. Претходна имена врста irideus и gairdneri усвојена су као имена за подврсте морске и пастрмке реке Колумбије. Анадромни облици подврста O. m. irideus и O. m. gairdneri познати су као приобалне дужичасте пастрмке.

### Подврсте
Списак подврста пастрмке Oncorhynchus mykiss које је описао биолог Роберт Џ. Бенке 2002. године:
| Географска група          | Научно име | Распрострањеност | Слика                |
| ------------------------- | --- | --- | -------------------- |
| Номинална подврста        | O. m. mykiss (Walbaum, 1792) | Западни Пацифик: полуострво Камчатка, а забележена је и на Командорским острвима источно од Камчатке, а спорадично и у Охотском мору, јужно до ушћа реке Амур |                      |
| Приобалне форме           | O. m. irideus (Gibbons, 1855) | Становнице притока Пацифика од Алеутских острва на Аљасци јужно до јужне Калифорније. Анадромне форме познате су као приобалне дужичасте пастрмке, а становнице потока као слатководне дужичасте пастрмке. | O. m. irideus        |
| Приобалне форме           | O. m. irideus var. beardsleei (није права подврста, већ генетички јединствени језерски варијетет приобалне дужичасте пастрмке) (Jordan, 1896) | Изолована на језеро Кресент у Вашингтону | O. m. irideus        |
| Црвене форме              | O. m. gairdneri (Richardson, 1836) | Може се наћи у реци Колумбији и њеним притокама у Монтани, Вашингтону и Ајдаху. |                      |
| Црвене форме              | O. m. spp., Бенке је сматра формом подврсте O. m. gairdneri, али се сматра засебном подврстом од стране научника Л. М. Карла из Министарства ресурса у Онтарију, Одељења за истраживање водених екосистема, као и сарадника студије објављене 1994. године. | Простире се дуж слива реке Атабаска у Алберти |                      |
| Црвене форме              | O. m. stonei (Jordan, 1894) | Настањује подручје реке Маклауд и њених притока у Северној Калифорнији, јужно од планине Шаста. |                      |
| Црвене форме              | O. m. spp. | Живи у поток Шипхевен, у Калифорнији. Ова врста уведена је у поток Свомп 1972. и 1974. и у поток Траут 1977. године. |                      |
| Црвене форме              | O. m. newberrii (Girard, 1859) | Југоисточни Орегон и делови Калифорније и Неваде на периферији Великог басена. |                      |
| Црвене форме              | O. m. aquilarum (Snyder, 1917) | Ендемична за језеро Игл у Калифорнији. |                      |
| Црвене форме              | O. m. kamloops strain (Jordan, 1892) | Живи у већем броју језера Британске Колумбије, а нарочито је присутна у језерима Кампупс и Кутинеј. Позната је по огромној величини. |                      |
| Златна дужичаста пастрмка | O. m. aguabonita (Jordan, 1892) | Живи у потоцима Голден Траут и Волкено и у реци Саут Форк Керн. | O. m. aguabonita     |
| Златна дужичаста пастрмка | O. m. gilberti (Jordan, 1894) | Ендемична за подручје око реке Керн и њене притоке у Калифорнији. Њен тренутни ареал је драстично смањен у односу на претходну распрострањеност. | O. m. aguabonita     |
| Златна дужичаста пастрмка | O. m. whitei (Evermann, 1906) | Ендемична за подручје 100 километара дуге реке Мали Керн и њене притоке. | O. m. aguabonita     |
| Мексичке форме            | O. m. nelsoni (Evermann, 1908) | Некад се назива и Нелсоновом пастрмком, а појављује се у три различите групе. Таксономија ових пастрмки је предмет тренутног истраживања и могуће је да постоји значајан диверзитет међу формама у овој групи. |                      |
| Мутиране форме            | Такозване златне дужичасте или паломино пастрмке узгајају се од једне мутиране форме O. mykiss која потиче из мрестилишта из Западне Вирџиније из 1955. године. Ова златна дужичаста пастрмка је претежно жућкасте боје, недостаје јој карактеристична зелена боја и тамне шаре, али има уочљиву црвену пругу. Паломино пастрмка је мешавина златне и обичне дужичасте пастрмке, што је као резултат довело до помешаних боја. | Такозване златне дужичасте или паломино пастрмке узгајају се од једне мутиране форме O. mykiss која потиче из мрестилишта из Западне Вирџиније из 1955. године. Ова златна дужичаста пастрмка је претежно жућкасте боје, недостаје јој карактеристична зелена боја и тамне шаре, али има уочљиву црвену пругу. Паломино пастрмка је мешавина златне и обичне дужичасте пастрмке, што је као резултат довело до помешаних боја. | Golden rainbow trout |

## Опис
Максимална величина до 122 центиметара, просечна величина око 60 центиметара, тежине до 25 килограма. Благе промене у обојености главе и уста се примећује код мужјака приликом парења. Боја варира у зависности од станишта, величине и полне зрелости. Примерци који насељавају потоке и који се мресте су тамнији и интензивније су обојени. Примерци у стајаћим водама су светлији, више сребрни. Репно пераје поседује 19 зрака, леђно 10-12 меких зрака, а анално 8-12 меких зрака. Поседују широку ружичасту штрафту која се простире од главе до базе репног пераја. Мужјаци који се мресте не поседују грбу. Нешто је шира и снажнија од поточне пастрмке. Тело, укључујући и пераја, јој је прекривено тамним пегама, а леђа су јој тамнозелене боје. Мрести се у рано пролеће (март - април), па све до маја. Тада по телу добија још изражајније боје, "мресну одору". У то време мења и боју меса и добија јачи рибљи мирис. Излеже до 2000 јајашаца, а полно је зрела између друге и треће године кад је дугачка од 20 до 25 cm.
По боковима, који сребрнасто светлуцају, се пружа шарена линија дугиних боја која нијансом прелази на црвено, и због тога је негде зову дужичаста пастрмка. Миграторне форме са запада Северне Америке имају челичносребрну боју ("steelhead") и улазе из Тихог океана у велике реке, којима мигрирају узводно на природна плодишта ради мреста.

## Размножавање
Дужичаста пастрмка, укључујући приобалне облике, углавном се мрести у рано до касно пролеће (од јануара до јуна на северној хемисфери и од септембра до новембра на јужној хемисфери) када температура воде достигне најмање 6 до 7 °C. The maximum recorded lifespan for a rainbow trout is 11 years. Максимални животни век ове пастрмке је 11 година.

### Животни циклус у слаткој води
Слатководне дужичасте пастрмке обично настањују и мресте се у малим до умерено великим, плитким рекама богатим кисеоником и са шљунковитим дном. Они су нативне за алувијалне равни и потоке са песковитим дном које су типичне притоке слива Тихог океана, али су и интродуковане дужичасте пастрмке креирале дивље, самоодрживе популације у другим врстама река, попут оних са стеновитим дном и пролећних потока богатих водом. Дужичасте пастрмке у језерима обично се налазе у умерено дубоким, хладним језерима са одговарајућим плићацима и вегетацијом која обезбеђује довољне изворе хране. Јединке које живе у језерима обично захтевају приступ токовима са шљунковитим дном како би биле самоодрживе.
Места за мрешћење су углавном дна река прекривена ситним шљунком у слаповима. Женка пастрмке прави својеврсно гнездо у које полаже јаја, а процес прављења функционише тако што се женка окреће бочно и репом маше горе-доле померајући песак и камење са дна. Женке пастрмке лежу различит број јаја у зависности од тежине (полажу око 2.000 до 3.000 јаја по килограму тежине) која су велика између 4 до 5 милиметара. За време мреста, јаја се полажу у размаке између шљунка и женка одмах почиње да копа по горњој ивици гнезда, прекривајући јаја која су остала гола. Док женке испуштају јајашца, мужјак се креће поред ње и полаже млеч (сперму) преко јајашца како би их оплодио. Јаја се обично излежу за отприлике четири до седам недеља, мада време инкубације увелико варира у зависности од региона и станишта. Након излегања, ларве проводе око две недеље у шљунку и у том периоду апсорбују хранљиве материје из жуманчане кесе јајета. Након тога, младунци почињу да се хране зоопланктоном. Стопа раста младе пастрмке варира у зависности од подручја, станишта, историје живота и квалитета и количине хране. Како расту, младунци почињу да добијају тамне вертикалне пруге на бочним странама тела. У овом стадијуму јувенилне јединке се често називају прстићи пошто су обично велике као и човечји прст.

### Животни циклус приобалних пастрмки
Океанске (анадромни) подврсте, укључујући оне који се враћају у слатке воде ради мрешћења, познате су као приобалне дужичасте пастрмке у Канади и Сједињеним Државама. У Тасманији се комерцијално размножавају у морским кавезима и познате су као океанске пастрмке, иако су у питању исте врсте.
Попут лососа, обалске дужичасте пастрмке се враћају у своја првобитна слатководна станишта како би се мрестиле. Слично атлантском лососу, али за разлику од њиховог пацифичког сродника Oncorhynchus salmonid, обалска дужичаста пастрмка је итеропарозна (може се мрестити неколико пута у размаку од неколико месеци) и неколико пута путује између слатке и слане воде, мада у просеку мање од 10 процената одраслих јединки преживи од једног до другог мрешћења. Стопа преживљавања за интродуковану популацију у Великим језерима износи чак 70 процената. Како млада јединка обалске дужичасте пастрмке прелази из слатке воде у слану воду, долази до процеса названог "смолтификација" где пастрмка пролази кроз физиолошке промене како би могла да опстане у морској води. Постоје генетске разлике између слатководних и обалских популација које су вероватно настале као  последица смолтификације.
Јувенилне јединке обалске групе могу остати у реци једну до три године пре него што пређу у море. Појединачне популације обалских дужичастих пастрмки напуштају океан и мигрирају у слатководне потоке ради мреста у различито доба године. Постоје два општа облика - летња и зимска група. Јединке из летње групе напуштају океан између маја и октобра, пре него што њихови репродуктивни органи у потпуности сазру. Сазревају у слаткој води док се крећу до места за мрешћење где се у пролеће излежу млади. Летње рибе се углавном мресте у дужим, унутрашњим рекама као што је река Колумбија. Рибе из зимске групе су спремне за мрест када напусте океан, обично између новембра и априла, и мресте се убрзо након уласка у слатку воду. Зимске групе се углавном мресте у краћим, приобалним рекама које се обично налазе дуж Олимпијског полуострва и обала Британске Колумбије, а летње групе налазе се у неким краћим, приобалним потоцима. Једном када обалска дужичаста пастрмка уђе у речне системе и дође до погодних места за мрест, она се мрести на исти начин као и слатководне дужичасте пастрмке.

### Раст и оксидативни стрест митохондрија
Током периода брзог раста и старења, ова пастрмка показује висок ниво метаболичке активности. Висока метаболичка активност повезана је са повећаним нивоима оксидативног стреса и смањеним опоравком организма. Током високог оксидативног стреса, митохондрије су најважнија органела која доприноси оштећењу ткива због њихове улоге у метаболизму и производњи реактивних врста кисеоника. У студији коју су урадили Алмаида-Паган и сарадници, истраживачи су идентификовали промене у саставу фосфолипида митохондријалне мембране срца и мозга код дужичасте пастрмке због различитих нивоа оксидативног стреса са којима се сваки орган суочио током времена високог стреса, попут брзог раста и развоја. Изоловане су митохондрије срца и мозга дужичасте пастрмке старости 1, 2 и 4 године  и анализиран је садржај масних киселина. Ткива су показала укупан сличан проценат фосфолипида, али су се разликовала у типовима и пропорцијама фосфолипида. С годинама је срце показивало више незасићених фосфолипида који су подложнији пероксидацији, а самим тим и оштећењу. Митохондрије мозга дужичасте пастрмке показују смањене нивое докозахексаееноинске киселине и нижи индекс пероксидације, што сугерише мању осетљивост на оштећења оксидативним стресом и другачију реакцију на раст у поређењу са срчаним митохондријама. Током развоја пастрмке у одраслу јединку, у времену интензивног раста, састав митохондријских мембрана и флуидности се мења, што може узроковати оштећења у транспортном ланцу електрона. Ови дефекти, у комбинацији са измењеним начином опоравком организма и реактивним врстама кисеоника, могу изазвати штетне ефекте на митохондрије у рибама током сазревања.

## Исхрана
Дужичасте пастрмке су предатори са разноврсном исхраном и појешће готово све што могу ухватити. Нису толико писциворне или агресивне као поточна пастрмка или оне из рода Salvelinus. Дужичаста пастрмка, укључујући и јувенилне јединке приобалне групе које станују у слаткој води, хране се ларвама, луткама и одраслим облицима водених инсеката (махом инсектима из реда Trichoptera, затим пролетњацима, воденим цветовима и двокрилцима). Такође једу рибља јаја и одрасле облике копнених инсеката (мравима, тврдокрилцима, скакавцима и зрикавцима) који падају у воду. Поред тога се хране и малим рибама до једне трећине њихове дужине, раковима, козицама и другим зглавкарима. Како расту, пастрмке у већини популација, повећава се удео конзумиране рибе. Неки језерски облици могу се пребацити на исхрану планктоном. У рекама и потоцима насељеним другим врстама пастрмки, дужичаста пастрмка једе разноврсна рибља јаја, укључујући лососова и јаја поточне, планинске и црвенобраде пастрмке. Дужичаста пастрмка такође конзумира месо које се распада од лешева других риба. Одрасле приобалне јединке у океану хране се превасходно другим рибама, лигњама и амфиподама.

## Распрострањеност и станиште
Природно станиште су јој реке у Kалифорнији, Венецуели, Мексику, али и река Макензи у јужном Орегону. Има је на Аљасци, Алберти и Британској Kолумбији у Kанади. Интродукована је из хладнијих река Северне Америке у реке на Kамчатки, Kомандорским острвима источно од Kамчатке. Уочена је у реци Амур, али и у Србији.
Сматра се инвазивном врстом. Пореклом је из вода западнопацифичке обале Северне Америке (Калифорнија и Канада), а на просторе Европе и Балкана је стигла 1893. године када је уведена у рибогојилишта код Загреба, а потом и у Словенији. Убрзо је из рибњака ушла и у отворене воде и навикла се на живот у рекама и језерима. У Србији се масовно гаји у рибњацима углавном због тога што добро подноси летњу повишену температуру воде и до 25 °C.
У неким подручјима се толико прилагодила еколошким условима да се успешно размножава и има своје популације.

## Биологија
Адулти насељавају хладне реке, потоке и језера. Мигрирају до приобалних потока да се мресте. Не насељавају реке које лети достижу температуру од 25 °C или стајаће воде са малом концентрацијом кисеоника. Хране се разним акватичним и терестричним бескичмењацима и мањом рибом. У приморским областима се хране мањом рибом и главоношцима. Често мигрирају до удаљених мрестилишта у потоцима.
Мужјаци достижу полну зрелост са 2 године а женке са 3. Мресте се од Новембра до Маја на Северној хемисфери а од Августа до Новембра на Јужној хемисфери. Величина јаја зависи од величине женке, у просеку око 3-6 мм и поседују добро развијену жуманчану кесу. Млађ након излегања је дугачка око 12-20 мм.
Приликом мреста, женка ископава рупу, тада мужјак јој прилази и заједно силазе у рупу. Пар плива једно поред другог и избацују јаја и сперматозоиде. Након тога женка копа нову рупу узводно, и тиме прекрива јаја. Женке продукују око 700 до 4000 јаја по мресту.У неким водама постиже максималну тежину и до 10 kg. Трофејима се сматрају примерци од 30 cm дужине. Просечна ловна маса је од 200 до 900 грама.
Калифорнијска пастрмка као мала храни се планктоном и епизооном, а затим ситним воденим ларвама инсеката, одраслим инсектима и рачићима, а касније прелази на крупнију храну, нпр. млађ риба.

## Вештачко размножавање
Од 1870. године пастрмка се вештачки размножава у мрестилиштима како би се напунили потоци у којима је популација у опадању, али и како би се риба интродуковала у ненативна подручја. Прво мрестилиште дужичасте пастрмке основано је у једној од притока залива Сан Франциско 1870. године, а производња пастрмке је започела 1871. године. Мрестилиште је било снабдевано локалном нативном пастрмком и вероватно приобалним јединкама из подврсте O. m. irideus. Рибе узгајане у овом мрестилишту први су пут 1875. године отпремљене у мрестилишта ван државе, у Каледонију, Њујорк, а затим 1876. у Нортвил у Мичигену. Године 1877. у Кемпбел Крику, притоци Маклауда, основано је још једно мрестилиште калифорнијске пастрмке, прво федерално мрестилиште риба у националном систему мрестилишта. Ово мрестилиште је неселективно мешало јајашца приобалне дужичасте пастрмке и нативне подврсте O. m. stone. Јаја из овог мрестилишта такође су достављена у мрестилиште Сан Леандро, чиме су порекло и генетска историја дужичасте пастрмке одгајане у заточеништву постала донекле разнолика и сложена. У Сједињеним Државама постоји на стотине мрестилишта којима управља Америчка служба за рибу и дивље животиње и разне државне агенције и племенске владе које промовишу узгајање дужичасте пастрмке ради очувања и рекреативног спортског риболова. Шест од десет канадских провинција има фарме дужичастих пастрмки, са водећом производњом у Онтарију.

### Аквакултура
Дужичаста пастрмка се комерцијално узгаја у многим земљама широм света. Ова пракса је започела крајем 19. века, а од 1950-их комерцијална производња драстично је порасла. У свету је 2007. године прикупљено 604.695 тона дужичастих пастрмки узгајаних у заточеништву, у вредности од око 2,6 милијарди америчких долара. Највећи произвођач је Чиле. У Чилеу и Норвешкој производња приобалне дужичасте пастрмке у морским кавезима проширила се како би покрила потребе иностраног тржишта. Производња слатководне дужичасте пастрмке за снабдевање домаћих тржишта повећана је у земљама као што су Италија, Француска, Немачка, Данска и Шпанија. Остале значајне земље које узгајају ове пастрмке укључују САД, Иран, Уједињено Краљевство, и Лесото. Док се америчка индустрија пастрмки у целини сматра еколошки одговорном, пастрмке узгајане негде другде нису нужно узгајане истим методама.
Отприлике три четвртине америчке производње долази из Ајдаха, посебно са подручја око реке Снејк, делом захваљујући квалитету и температури воде која је тамо доступна. Калифорнија и Вашингтон такође узгајају значајан број ових пастрмки. На истоку, Пенсилванија, Северна Каролина и Западна Вирџинија имају мрестилишта за вештачко узгајање. Узгој ове пастрмке је једна од највећих индустрија аквакултуре у САД. Узгајају се у унутрашњости објеката у којима канали и језера имају непрекидан доток воде са мало загађења и малим ризиком од бега. Америчка индустрија је позната по томе што користи најбоље праксе управљања. Увоз представља само око 15 посто узгајаних дужичастих пастрмки које се продају у САД, а готово сва домаћа производња се потроши унутар земље; врло мало се извози. САД производи око 7 процената светске дужичасте пастрмке. Ова пастрмка, посебно она која се узгаја на фармама и у мрестилиштима, подложна је болести коју изазива бактерија Yersinia ruckeri. Обављено је велико истраживање о овој болести с обзиром на његове озбиљне последице на узгој пастрмке. Болест не инфицира људе.

## Конзервација
Популације бројних подврста дужичасте пастрмке, укључујући анадромне облике O. m. irideus и O. m. gairdneri опадале су у свом нативном ареалу због прекомерног лова, губитка станишта, болести, инвазивних врста, загађења и хибридизације са другим подврстама. Као последица тога, савезне или државне агенције класификоване су као скоро угрожене, угрожене или врсте од посебног значаја неке популације дужичасте пастрмке, посебно анадромни облици из њиховог матичног подручја. Дужичаста пастрмка и њене подврсте тренутно су индикаторне врсте Америчке агенције за заштиту животне средине за тестирање чистоће слатке воде.
Многе непрофитне организације основане су ради заштите, очувања и обнављања аутохтоних популација приобалне дужичасте пастрмке. Генерално, у партнерству са разним универзитетима, државним, федералним и племенским агенцијама и приватним фондовима, ове организације спонзоришу пројекте за обнављање станишта, спречавање губитка станишта и промовисање свести о претњама домаћим популацијам пастрмки.
Trout Unlimited (TU) је непрофитна организација посвећена очувању слатководних потока, река и припадајућих горских станишта пастрмки, лососа, других водених врста и људи. Типични њихов пројекат је Circle Creek Fish Passage Project, у коме се побољшавају мрестилишта за приобалне дужичасте пастрмке и друге врсте пастрмки и лососа. Центар дивљих лососа, међународна коалиција руских, канадских и америчких научника, спонзорише пројекат Kamchatka Steelhead Project, 20-годишњи (1994–2014) научни програм за проучавање и очување садашњег стања популације приобалне дужичасте пастрмке са подручја Камчатке, врсте уврштене у Црвену књигу Русије. Остале високопрофилне организације које се баве заштитом пастрмке укључују California Trout, која штити дивљу пастрмку и друге лососе и пастрмке у водама Калифорније. Организација Steelhead Society of British Columbia на сличан начин се бави заштитом дивљих патрмки и лососа у Британској Колумбији. Године 1997. група од око 40 ихтиолога, биолога и природњака из неколико америчких и мексичких институција формирала је колаборативну групу - Truchas Mexicanas - да би проучавала диверзитет мексичких пастрмки, од којих се већина сматра подврстама O. mykiss.

### Хибридизација и губитак станишта
Дужичаста пастрмка, првенствено вештачки узгајана риба приобалне подврсте O. m. irideus, уведена у воде настањене поточном пастрмком, често ће се укрштати са потоњом и креирати хибриде који су репродуктивно способне рибе. У случају подврсте O. clarki lewisi, хибридизација са уведеном дужичастом пастрмком и јелоустонском црвенобрадом пастрмком (O. clarki bouvieri) представља претњу подврсти O. clarki lewisi због могућности изумања гена исте. Таква увођења у ареале пастрмки из подврста O. m. gairdneri, newberrii и stonei озбиљно су смањила опсег генетски чистих јединки ових подврста, због чега је већина њих сврстана у групу „врста од посебног значаја“.
У ареалу подврсте O. m. aguabonita у реци Керн у јужној Калифорнији, вештачки узгајане дужичасте пастрмке унете су у реку Керн у на тај начин су негативно утицале на генетску чистоћу поменуте подврсте али и подврсте O. m. gilberti, а све због интраспецифијског размножавања. Пастрмка O. m. irideus var. beardsleei, генетски јединствена језерска врста приобалне дужичасте пастрмке која је изолована у језеру Кресент у Вашингтону, угрожена је потенцијалним губитком јединог њеног мрестилишта у реци Лир због других врста и деградације станишта.

### Инвазивне врсте и болести

#### Myxobolus cerebralis
Myxobolus cerebralis је миксоспорни паразит лососа, пастрмки и њима сродних врста који изазива разне опасне болести код јединки које се узгајају у заточеништву, а такође и у популацији дивљих риба. Први пут је болест примећена код јединке пастрмке која је уведена у Немачку пре једног века, али се ареал овог паразита проширио и болест се појавила у већем делу Европе, у северној Азији, САД, Јужној Африци и другим земљама. Године 1980. је откривено да M. cerebralis захтева Tubifex tubifex (врста црва) како би завршила свој животни циклус. Паразит инфицира своје домаћине својим ћелијама након што их пробије поларним влакнима избаченим из капсула сличних нематоцистама.
Овај паразит је изворно био благи патоген поточне пастрмке у централној Европи и других пастрмки на североистоку Азије, а ширење пастрмке је знатно повећало његов утицај. Пошто нема урођени имунитет на Myxobolus cerebralis, дужичаста пастрмка је посебно подложна болести, а паразит може отпустити толико спора да чак и отпорније врсте у истом подручју, као што је Salmo trutta, могу бити преоптерећене паразитима и претрпети смртност у 80 до 90 посто случајева. Тамо где је M. cerebralis веома чест, он је проузроковао пад у броју или чак потпуну елиминацију читавих група риба.
Паразит M. cerebralis први пут је забележен у Северној Америци 1956. године у Пенсилванији, али све до деведесетих година болест коју он изазива сматрала се решивим проблемом који је захватао и утицао само на пастрмке узгајане у заточеништву. На крају се појавио и у природним стаништима ове рибе у државама Стеновитих планина (Колорадо, Вајоминг, Јута, Монтана, Ајдахо, Нови Мексико), где оштећује неколико река које рибу користе за спортски риболов. Неки потоци у западним Сједињеним Државама изгубили су 90 процената пастрмке. Болест коју овај паразит изазива прети рекреативном риболову, што је важно за туристичку индустрију, кључну компоненту економија неких америчких западних држава. На пример, 2005. године риболовци у Монтани потрошили су око 196.000.000 америчких долата на активности које су директно повезане са риболовом дужичасте пастрмке у држави. Неки лососи и пастрмке које инфицира M. cerebralis (поточна пастрмка, црвенобрада пастрмка и анадромни облици обалске дужичасте пастрмке) већ су скоро угрожени или угрожени, па паразит може додатно погоршати смањење њихове популације.

#### Новозеландски блатни пуж
Новозеландски блатни пуж (Potamopyrgus antipodarum), некада ендемични за Нови Зеланд, раширио се и постао натурализована и инвазивна врста у многим областима, укључујући Аустралију, Азију (Јапан, у реци Гармат Али у Ираку) од 2008), Европу (од 1859. у Енглеској) и Северну Америку (САД и Канада: залив Тандер у Онтарију од 2001, Британска Колумбија од јула 2007), највероватније нехотице као последица људске активности. Може достићи концентрације веће од 500.000 по квадратном метру, угрожавајући ланац исхране надметањем за храну са другим пужевима и воденим инсектима, што доводи до наглог опадања локалних популација. Постоје докази да северноамеричке рибе нису у стању да пробаве сићушне, али тврде шкољке ових блатних пужева и да њихово присуство може резултирати лошим резултатима раста дужичасте пастрмке.
Блатни пуж је први пут откривен у САД у реци Снејк у Ајдаху 1987. Од тада се пуж проширио на реку Медисон, реку Фајерхол и остале водотоке око националног парка Јелоустон, а откривен је широм западних САД. Тачно средство преношења није познато, али вероватно је да је ова врста уведена у воду преко спортског риболова и враћања риба у воду и да је био раширен бродским теретон или контаминираном рекреативном опремом.

#### Didymosphenia geminata
Didymosphenia geminata је врста силикатне алге која ствара сметње у слатководним рекама и потоцима са константно хладном водом. На Новом Зеланду ова инвазивна врста може да покриве велике површине на дну река и потока у касну зиму. Не сматра се значајним ризиком за здравље људи, али може утицати на станишта и изворе хране за рибу, укључујући и дужичасту пастрмку, и учинити рекреативне активности непријатним. Иако је пореклом из Северне Америке, сматра се штетним организмом или инвазивном врстом.

#### Yersinia ruckeri
Бактерија Yersinia ruckeri код слатководних морских риба узрокује бактеријску инфекцију, а пре свега напада дужичасте пастрмке и друге врсте пастрмки које се вештачки узгајају. Болест се карактерише поткожним крварењем уста, пераја и очију. Најчешће се примећује у рибњацима који имају лош квалитет воде. Болест коју ова бактерија изазива први пут је откривена у током 1950-их код дужичасте пастрмке у области Ајдаха.

### Методе уклањања
Нека мрестилишта усредсређена су на уклањање дужичастих пастрмки како би се поново успоставиле изворне популације. То се може постићи тровањем река хемикалијама попут антимицина или ротенона који су у САД проглашени безбедним. Након што се хемикалије распрше, нативна врста пастрмке се пушта у реку. Друга метода је употреба електрориболова који омогућава да се риба улови жива и да се узгаја или пребаци у њено нативно станиште. Ова техника се користи у Националном парку Грејт Смоуки како би се избациле интродуковане подврсте пастрми које су уведене током 1930-их и од тада успевају у овом подручју, а циљ акције је успоставити одрживе нативне популације одговарајућих подврсти у делу речног система од 2.100 mi (3.400 km). Ниједна метода контроле није 100% ефикасна и у најбољем случају се сматрају методама за промену релативне величине популација рибљих врста.

### Опадање броја приобалних група
Популација приобалних дужичастих пастрмки у деловима нативног ареала опала је због различитих људских и природних узрока. Док се популације на Аљасци и уз обалу Британске Колумбије сматрају здравим, популација на Камчатки и неке популације дуж америчке западне обале су у опадању. Америчка национална служба за морско рибарство је идентификовала 15 различитих популационих сегмената у Вашингтону, Орегону и Калифорнији. Једанаест ових сегмената се налази на америчком списку угрожених врста, од којих се за десет сегмената сматра да су скоро угрожени, а један угрожен. Један популациони сегмент на обали Орегона налази се на америчкој листи врста од посебног значаја.
Популациони сегмент Јужне Калифорније, који је наведен као угрожен према подацима из 2011. године, претрпео је губитак станишта због изградње брана, затварања потока у бетонске канале, загађења воде, подземних воде и других нуспродуката урбанизације. Приобалне дужичасте пастрмке на полуострву Камчатка су угрожене због прекомерног лова, посебно криволова, а налазе се у Црвеној књизи Русије која документује ретке и угрожене врсте.

#### Утицај мрестилишта
Неколико студија показало је да су скоро све калифорнијске приобалне дужичасте пастрмке нативне за то подручје, упркос вишедеценијском узгоју у мрестилиштима у том подручју. Генетска анализа показује да популациони сегменти Јужне Централне Калифорније и Јужне Калифорније од реке Малибу па северно, укључујући реку Сан Габријел, реке Санта Ана и Сан Матео, не представљају вештачки узгајане сојеве. Популације приобалне дужичасте пастрмке из река Топанга и Свитвотер делимично су вештачки узгајане јединке, а оне из реке Сан Хуан су у потпуности вештачког порекла. Генетска анализа је такође показала да приобалне дужичасте пастрмке у потоцима слива реке Санта Клара и залива Монтерек нису пореклом из вештачких мрестилишта, укључујући оне у потоку Којот, у рекама Гвадалупе и Пахаро, у потоцим Перманенте, Стивенс, Сан Франсискито, у реци Сан Лоренцо и Сан Томас Акино. Природни слапови и две главне бране изоловали су популацију приобалне дужичасте пастрмке из Руске реке од слатководних дужичастих пастрмки које бораве изнад непроходних баријера; генетска студија узорака пераја из 2007. године прикупљених од приобалних дужичастих пастрмки на 20 различитих локација, изнад и испод баријера у сливу, утврдила је да, иако је у реци од 1911. до 1925. било складиштено 30 милиона пастрмки, ове популације немају порекло из вештачких мрестилишта.
Ослобађања конвенционално узгајаних приобалних дужичастих пастрмки представљају еколошки ризик за дивље популације ових риба, пошто су јединке узгајане у заточеништву обично веће од дивљих облика и могу избацити дивље јувенилне јединке из оптималних станишта. Доминација вештачки узгајаних приобалних дужичастих пастрмки у оптималним микростаништим унутар потока може смањити могућност за опстанак дивљих јединки, што настаје као резултат смањених могућности храњења и повећаних стопа предатора.

## Употреба

### Риболов
Ове пастрмке су веома цењене у риболову. Оне су популарна мета риболоваца и користи се велики број различитих метода којима се оне могу хватати. Доста се хватају мушичарењем, а често је и ловљење помоћу мрежа. Ова пастрмка се такође може ухватити уз помоћ различитих живих и мртвих природних мамаца. Према Међународном удружењу за рибу и дивљач светски рекорд уловљене дужичасте пастрмке износи 22 килограма, а ова јединка уловљена је у језеру Дајфенбакер у Саскачевану 5. септембра 2009. године. У питању је била генетски модификована јединка узгајана у заточеништву која је потом побегла у дивљину. Многи риболовци сматрају дужичасту пастрмку врстом са којом се треба највише борити, пошто је ова риба позната по томе што скаче кад је ухваћена и креће у снажну борбу. Сматра се једном од пет најбољих спортских риба у Северној Америци и најважнијом спортском рибом западно од Стеновитих планина.
Постоји племенски комерцијални риболов на приобалне групе у Паџет Саунду, на обалама Вашингтона и на реци Колумбија, али је упитно да ли долази до прекомерног лова нативних подврста.
Као изузетно пожељне спортске рибе због своје прилагодљивости, ове пастрмке су интродуковане у многе земље света од стране спортских риболоваца. Многа од ових увођења резултирала су еколошким проблемима, јер уведена дужичаста пастрмка уништава локалне екосистеме и такмичи се за храну са локалним рибама или их једе. Друга увођења као подршка спортском риболову у водама без рибе или са озбиљно исцрпљеним изворним популацијама створила су риболовна подручја светске класе, попут реке Фајерхол у Националном парку Јелоустон, као и у Великим језерима.

### Као храна
Дужичаста пастрмка је изузетно популарна у западној кухињи; једе се како дивља риба, тако и она вештачки узгајана у мрестилиштима. Има меко месо и благи, помало орашасти укус. Дивља риба има јачи и богатији укус од вештачки узгајане рибе. Док се укус дивље пастрмке често промовише као врхунски, дужичаста пастрмка која се продаја у америчким ресторанима је она која се узгаја на фармама риба. Узгајана дужичаста пастрмка сматра се једном од најсигурнијих риба за јело, а одликује се високим нивоом витамина Б и генерално привлачним укусом. У Монтани је илегално продавати дивљу дужичасту пастрмку која је уловљена, а која је законски класификована као спортска риба или риба из дивљине.
Боја и укус меса зависи од исхране и свежине пастрмке. Узгајана пастрмка и неке популације дивље пастрмке, посебно анадромне приобалне рибе, имају црвенкасто или наранџасто месо као резултат високог нивоа астаксантина у својој исхрани. Астаксантин је моћан антиоксиданс који може бити из природног извора или из синтетске исхране пастрмке. Повремено се на тржишту САД продаје пастрмка узгајана у заточеништву тако да има ружичасто месо јер се храни вештачким астаксантином. С обзиром на то да су дивље јединке приобалних риба у неким деловима њиховог ареала у опадању, вештачки узгајана пастрмка се сматра погодном алтернативом. У Чилеу и Норвешкој продаје се дужичаста пастрмка која се узгаја у морским кавезима са морском водом.
Пастрмка се може скувати чим се очисти, без филетирања и скидања коже. Ако се кува са кожом, месо се не распада. Иако се пастрмка која се продаје у Европи често припрема и послужује на овај начин, већина пастрмке која се продаје у САД има уклоњене главе и потпуно је или делимично очишћена од кости и коже. Средња до тешка бела вина, као што су шардоне, сувињон бланш или пино гри, типична су вина која се пију уз ову пастрмку.

### Пречишћавање воде
Дужичаста пастрмка се понекад користи као показатељ квалитета воде у постројењима за пречишћавање воде.